# Ajjanahalli, Turuvekere
Ajjanahalli là một làng thuộc tehsil Turuvekere, huyện Tumkur, bang Karnataka, Ấn Độ.